# Golden Spin of Zagreb de 2017
Golden Spin of Zagreb de 2017 foi a quinquagésima edição do Golden Spin of Zagreb, um evento anual de patinação artística no gelo, e que fez parte do Challenger Series de 2017–18. A competição foi disputada entre os dias 6 de dezembro e 9 de dezembro, na cidade de Zagreb, Croácia.

## Eventos
- Individual masculino
- Individual feminino
- Duplas
- Dança no gelo

## Medalhistas
| Evento                        | Ouro                                            | Prata                                        | Bronze                                             |
| Sênior (Challenger Series)    |                                                 |                                              |                                                    |
| Individual masculino detalhes | Moris Kvitelashvili · Geórgia                   | Oleksii Bychenko · Israel                    | Artur Dmitriev · Rússia                            |
| Individual feminino detalhes  | Stanislava Konstantinova · Rússia               | Alisa Fedichkina · Rússia                    | Elizaveta Tuktamysheva · Rússia                    |
| Duplas detalhes               | Natalia Zabiiako · Alexander Enbert · Rússia    | Kristina Astakhova · Alexei Rogonov · Rússia | Tarah Kayne · Daniel O'Shea · Estados Unidos       |
| Dança no gelo detalhes        | Ekaterina Bobrova · Dmitri Soloviev · Rússia    | Charlène Guignard · Marco Fabbri · Itália    | Kaitlin Hawayek · Jean-Luc Baker · Estados Unidos  |
| Júnior                        |                                                 |                                              |                                                    |
| Individual masculino detalhes | Mark Gorodnitsky · Israel                       | Nikolaj Majorov · Suécia                     | Chadwick Wang · Singapura                          |
| Individual feminino detalhes  | Anastasia Guliakova · Rússia                    | Alina Solovyeva · Rússia                     | Ann-Christin Marold · Alemanha                     |
| Duplas detalhes               | Anastasia Mishina · Aleksandr Galiamov · Rússia | Elizaveta Zhuk · Egor Britkov · Rússia       | Edita Hornakova · Radek Jakubka · República Tcheca |
| Dança no gelo detalhes        | Eva Kuts · Dimitri Mikhailov · Rússia           | Maria Kazakova · Georgy Reviya · Geórgia     | Ekatarina Andreeva · Ivan Desyatov · Rússia        |

## Resultados

### Sênior

#### Individual masculino
| Pos.              | Nome                | Nacionalidade    | Pontos | PC         | PL          |
| ----------------- | ------------------- | ---------------- | ------ | ---------- | ----------- |
| Medalha de ouro   | Moris Kvitelashvili | Geórgia          | 236.67 | 76.24 (6)  | 160.43 (1)  |
| Medalha de prata  | Oleksii Bychenko    | Israel           | 231.81 | 77.88 (4)  | 153.93 (3)  |
| Medalha de bronze | Artur Dmitriev      | Rússia           | 229.74 | 77.35 (5)  | 152.39 (4)  |
| 4                 | Denis Ten           | Cazaquistão      | 228.81 | 80.50 (1)  | 148.31 (5)  |
| 5                 | Ivan Righini        | Itália           | 225.53 | 79.68 (2)  | 145.85 (8)  |
| 6                 | Andrei Lazukin      | Rússia           | 224.75 | 69.56 (9)  | 155.19 (2)  |
| 7                 | Alexander Majorov   | Suécia           | 223.23 | 75.23 (7)  | 148.00 (6)  |
| 8                 | Alexander Petrov    | Rússia           | 220.59 | 74.44 (8)  | 146.15 (7)  |
| 9                 | Alexander Johnson   | Estados Unidos   | 218.88 | 78.80 (3)  | 140.08 (9)  |
| 10                | Daniel Grassl       | Itália           | 207.12 | 68.25 (10) | 138.87 (10) |
| 11                | Felipe Montoya      | Espanha          | 193.09 | 65.70 (11) | 127.39 (11) |
| 12                | Irakli Maysuradze   | Geórgia          | 178.08 | 60.72 (12) | 117.36 (12) |
| 13                | Nicholas Vrdoljak   | Croácia          | 174.11 | 58.22 (15) | 115.89 (13) |
| 14                | Petr Kotlařík       | República Tcheca | 171.17 | 58.82 (14) | 112.35 (14) |
| 15                | Javier Raya         | Espanha          | 166.48 | 60.46 (13) | 106.02 (15) |
| 16                | Sondre Oddvoll Boe  | Noruega          | 156.40 | 55.14 (17) | 101.26 (16) |
| 17                | Thomas Kennes       | Países Baixos    | 156.04 | 57.43 (16) | 98.61 (18)  |
| 18                | Jari Kessler        | Itália           | 151.94 | 50.87 (18) | 101.07 (17) |
| 19                | Kwun Hung Leung     | Hong Kong        | 126.36 | 42.58 (19) | 83.78 (19)  |

#### Individual feminino
| Pos.              | Nome                     | Nacionalidade  | Pontos | PC         | PL         |
| ----------------- | ------------------------ | -------------- | ------ | ---------- | ---------- |
| Medalha de ouro   | Stanislava Konstantinova | Rússia         | 199.68 | 67.47 (2)  | 132.21 (1) |
| Medalha de prata  | Alisa Fedichkina         | Rússia         | 178.90 | 67.06 (3)  | 111.14 (4) |
| Medalha de bronze | Elizaveta Tuktamysheva   | Rússia         | 175.90 | 68.47 (1)  | 107.43 (5) |
| 4                 | Nicole Schott            | Alemanha       | 167.36 | 55.91 (5)  | 111.45 (3) |
| 5                 | Emmy Ma                  | Estados Unidos | 166.71 | 49.63 (9)  | 117.08 (2) |
| 6                 | Starr Andrews            | Estados Unidos | 163.49 | 60.80 (4)  | 102.69 (7) |
| 7                 | Lea Johanna Dastich      | Alemanha       | 157.44 | 51.77 (7)  | 105.67 (6) |
| 8                 | Hannah Miller            | Estados Unidos | 149.46 | 51.22 (8)  | 98.24 (8)  |
| 9                 | Dasa Grm                 | Eslovênia      | 142.97 | 45.30 (10) | 97.67 (9)  |
| 10                | Elisabetta Leccardi      | Itália         | 139.99 | 52.40 (6)  | 87.59 (10) |
| 11                | Kyarha Van Tiel          | Países Baixos  | 117.24 | 41.85 (12) | 75.39 (11) |
| 12                | Camilla Gjersem          | Noruega        | 115.14 | 41.46 (13) | 73.68 (12) |
| 13                | Michelle Lifshits        | Israel         | 114.56 | 43.37 (11) | 71.19 (13) |
| 14                | Colette Coco Kaminski    | Polônia        | 93.11  | 34.45 (14) | 58.66 (14) |
| 15                | Katsiarina Pakhamovich   | Bielorrússia   | 82.79  | 28.79 (15) | 54.00 (17) |
| 16                | Sarah Isabella Bardua    | Nova Zelândia  | 80.87  | 25.17 (16) | 55.70 (15) |
| 17                | Elena Rivkina            | Israel         | 79.84  | 24.94 (17) | 54.90 (16) |
| 18                | Patricia Skopancic       | Croácia        | 75.25  | 24.52 (18) | 50.73 (18) |

#### Duplas
| Pos.              | Nome                                 | Nacionalidade  | Pontos | PC        | PL         |
| ----------------- | ------------------------------------ | -------------- | ------ | --------- | ---------- |
| Medalha de ouro   | Natalia Zabiiako / Alexander Enbert  | Rússia         | 202.96 | 68.76 (1) | 134.20 (1) |
| Medalha de prata  | Kristina Astakhova / Alexei Rogonov  | Rússia         | 186.62 | 66.30 (2) | 120.32 (2) |
| Medalha de bronze | Tarah Kayne / Daniel O'Shea          | Estados Unidos | 162.26 | 56.38 (3) | 105.88 (3) |
| 4                 | Ioulia Chtchetinina / Mikhail Akulov | Suíça          | 134.97 | 46.46 (4) | 88.51 (4)  |
| 5                 | Sofiya Karagodina / Semyon Stepanov  | Azerbaijão     | 130.68 | 45.04 (5) | 85.64 (5)  |
| 6                 | Riku Miura / Shoya Ichihashi         | Japão          | 119.24 | 43.84 (6) | 75.40 (6)  |

#### Dança no gelo
| Pos.              | Nome                                   | Nacionalidade  | Pontos | PC         | PL         |
| ----------------- | -------------------------------------- | -------------- | ------ | ---------- | ---------- |
| Medalha de ouro   | Ekaterina Bobrova / Dmitri Soloviev    | Rússia         | 186.66 | 75.50 (1)  | 111.16 (1) |
| Medalha de prata  | Charlene Guignard / Marco Fabbri       | Itália         | 178.16 | 71.78 (2)  | 106.38 (2) |
| Medalha de bronze | Kaitlin Hawayek / Jean-Luc Baker       | Estados Unidos | 163.88 | 63.58 (4)  | 100.30 (3) |
| 4                 | Sara Hurtado / Kirill Khaliavin        | Espanha        | 163.58 | 67.14 (3)  | 96.44 (4)  |
| 5                 | Olivia Smart / Adria Diaz              | Espanha        | 159.40 | 63.12 (5)  | 96.28 (5)  |
| 6                 | Tiffany Zahorski / Jonathan Guerreiro  | Rússia         | 157.84 | 62.92 (6)  | 94.92 (6)  |
| 7                 | Alisa Agafonova / Alper Ucar           | Turquia        | 154.38 | 61.38 (8)  | 93.00 (7)  |
| 8                 | Rachel Parsons / Michael Parsons       | Estados Unidos | 152.38 | 60.18 (9)  | 92.20 (8)  |
| 9                 | Kavita Lorenz / Joti Polizoakis        | Alemanha       | 150.42 | 60.02 (10) | 90.40 (10) |
| 10                | Alla Loboda / Pavel Drozd              | Rússia         | 150.32 | 59.42 (11) | 90.90 (9)  |
| 11                | Katharina Müller / Tim Dieck           | Alemanha       | 149.02 | 61.84 (7)  | 87.18 (12) |
| 12                | Robynne Tweedale / Joseph Buckland     | Reino Unido    | 143.82 | 55.52 (13) | 88.30 (11) |
| 13                | Shari Koch / Christian Nüchtern        | Alemanha       | 141.18 | 56.72 (12) | 84.46 (13) |
| 14                | Celia Robledo / Luis Fenero            | Espanha        | 135.10 | 52.98 (14) | 82.12 (14) |
| 15                | Tina Garabedian / Simon Proulx-Sénécal | Armênia        | 127.78 | 49.42 (15) | 78.36 (15) |
| 16                | Anna Kublikova / Yuri Hulitski         | Bielorrússia   | 119.42 | 46.78 (16) | 72.64 (16) |
| 17                | Adel Tankova / Ronald Zilberberg       | Israel         | 110.40 | 41.74 (18) | 68.66 (17) |
| 18                | Victoria Manni / Carlo Röthlisberger   | Suíça          | 108.40 | 42.04 (17) | 66.36 (18) |
| 19                | Teodora Markova / Simon Daze           | Bulgária       | 102.32 | 39.42 (19) | 62.90 (19) |

### Júnior

#### Individual masculino júnior
| Pos.              | Nome                    | Nacionalidade | Pontos | PC        | PL         |
| ----------------- | ----------------------- | ------------- | ------ | --------- | ---------- |
| Medalha de ouro   | Mark Gorodnitsky        | Israel        | 176.15 | 59.29 (2) | 116.86 (1) |
| Medalha de prata  | Nikolaj Majorov         | Suécia        | 153.34 | 52.26 (3) | 101.08 (2) |
| Medalha de bronze | Chadwick Wang           | Singapura     | 125.81 | 45.05 (4) | 80.76 (4)  |
| 4                 | Charles Henry Katanovic | Croácia       | 125.17 | 39.32 (5) | 85.85 (3)  |
| WD                | Nika Egadze             | Geórgia       | —      | 69.60 (1) | — (WD)     |

#### Individual feminino júnior
| Pos.              | Nome                 | Nacionalidade      | Pontos | PC         | PL         |
| ----------------- | -------------------- | ------------------ | ------ | ---------- | ---------- |
| Medalha de ouro   | Anastasia Guliakova  | Rússia             | 174.46 | 56.37 (2)  | 118.09 (1) |
| Medalha de prata  | Alina Solovyeva      | Rússia             | 169.79 | 58.43 (1)  | 111.36 (2) |
| Medalha de bronze | Ann-Christin Marold  | Alemanha           | 139.33 | 49.39 (3)  | 89.94 (3)  |
| 4                 | Franziska Kettl      | Alemanha           | 131.05 | 42.54 (4)  | 88.51 (4)  |
| 5                 | Maya Gorodnitsky     | Israel             | 107.61 | 38.46 (6)  | 69.15 (5)  |
| 6                 | Hana Cvijanovic      | Croácia            | 105.54 | 36.87 (8)  | 68.67 (6)  |
| 7                 | Nelli Ioffe          | Israel             | 104.41 | 36.65 (9)  | 67.76 (7)  |
| 8                 | Natalie Kratenova    | República Tcheca   | 103.90 | 40.22 (5)  | 63.68 (9)  |
| 9                 | Katarina Kitarovic   | Croácia            | 103.05 | 35.94 (10) | 67.11 (8)  |
| 10                | Hana Kosic           | Croácia            | 100.15 | 38.25 (7)  | 61.90 (10) |
| 11                | Natalie Sangkagalo   | Tailândia          | 89.03  | 30.40 (11) | 58.63 (11) |
| 12                | Klimentina Maleevska | Macedónia do Norte | 35.78  | 11.07 (12) | 24.71 (12) |
| WD                | Kim Cheremsky        | Azerbaijão         | —      | — (WD)     |            |
| WD                | Kristen Spours       | Reino Unido        | —      | — (WD)     |            |

#### Duplas júnior
| Pos.              | Nome                                   | Nacionalidade    | Pontos | PC        | PL         |
| ----------------- | -------------------------------------- | ---------------- | ------ | --------- | ---------- |
| Medalha de ouro   | Anastasia Mishina / Aleksandr Galiamov | Rússia           | 163.29 | 59.06 (1) | 104.23 (1) |
| Medalha de prata  | Elizaveta Zhuk / Egor Britkov          | Rússia           | 124.96 | 51.52 (2) | 73.44 (3)  |
| Medalha de bronze | Edita Hornakova / Radek Jakubka        | República Tcheca | 114.83 | 40.63 (4) | 74.20 (2)  |
| 4                 | Elena Pavlova / Daniil Parkman         | Rússia           | 113.98 | 48.50 (3) | 65.48 (4)  |
| WD                | Sara Carli / Marco Pauletti            | Itália           | —      | — (WD)    |            |

#### Dança no gelo júnior
| Pos.              | Nome                                    | Nacionalidade | Pontos | PC        | PL        |
| ----------------- | --------------------------------------- | ------------- | ------ | --------- | --------- |
| Medalha de ouro   | Eva Kuts / Dimitri Mikhailov            | Rússia        | 139.82 | 58.82 (1) | 81.00 (1) |
| Medalha de prata  | Maria Kazakova / Georgy Reviya          | Geórgia       | 137.72 | 58.70 (2) | 79.02 (2) |
| Medalha de bronze | Ekatarina Andreeva / Ivan Desyatov      | Rússia        | 132.58 | 55.94 (4) | 76.64 (3) |
| 4                 | Shira Ichilov / Vadim Davidovich        | Israel        | 123.24 | 55.96 (3) | 67.28 (4) |
| 5                 | Charise Matthaei / Maximilian Pfisterer | Alemanha      | 109.36 | 47.48 (5) | 61.88 (7) |
| 6                 | Sara Campanini / Francesco Riva         | Itália        | 106.04 | 42.04 (6) | 64.00 (5) |
| 7                 | Francesca Righi / Alexei Dubrovin       | Itália        | 103.50 | 39.60 (8) | 63.90 (6) |
| 8                 | Maia Iannetta / Arnaud Caffa            | França        | 101.80 | 40.68 (7) | 61.12 (8) |
| WD                | Sasha Fear / George Waddell             | Reino Unido   | —      | — (WD)    |           |

## Quadro de medalhas
Sênior (Challenger Series)
| Ordem | País           | Medalha de ouro | Medalha de prata | Medalha de bronze |    | Ordem por total |
| ----- | -------------- | --------------- | ---------------- | ----------------- | -- | --------------- |
| 1     | Rússia         | 3               | 2                | 2                 | 7  | 1               |
| 2     | Geórgia        | 1               |                  |                   | 1  | 3               |
| 3     | Israel         |                 | 1                |                   | 1  | 3               |
| 3     | Itália         |                 | 1                |                   | 1  | 3               |
| 5     | Estados Unidos |                 |                  | 2                 | 2  | 2               |
| TOTAL | TOTAL          | 4               | 4                | 4                 | 12 | —               |

Geral
| Ordem | País             | Medalha de ouro | Medalha de prata | Medalha de bronze |    | Ordem por total |
| ----- | ---------------- | --------------- | ---------------- | ----------------- | -- | --------------- |
| 1     | Rússia           | 6               | 4                | 3                 | 13 | 1               |
| 2     | Geórgia          | 1               | 1                |                   | 2  | 2               |
| 3     | Israel           | 1               | 1                |                   | 2  | 2               |
| 4     | Itália           |                 | 1                |                   | 1  | 5               |
| 4     | Suécia           |                 | 1                |                   | 1  | 5               |
| 6     | Estados Unidos   |                 |                  | 2                 | 2  | 2               |
| 7     | Alemanha         |                 |                  | 1                 | 1  | 5               |
| 7     | República Tcheca |                 |                  | 1                 | 1  | 5               |
| 7     | Singapura        |                 |                  | 1                 | 1  | 5               |
| TOTAL | TOTAL            | 8               | 8                | 8                 | 24 | —               |